# Alexander II. (Papst)
Alexander II., vorher Anselmo da Baggio (* um 1010 bis 1015 in Baggio bei Mailand; † 21. April 1073 in Rom), war ab 1061 bis zu seinem Tod im Jahr 1073 Papst.

## Werdegang

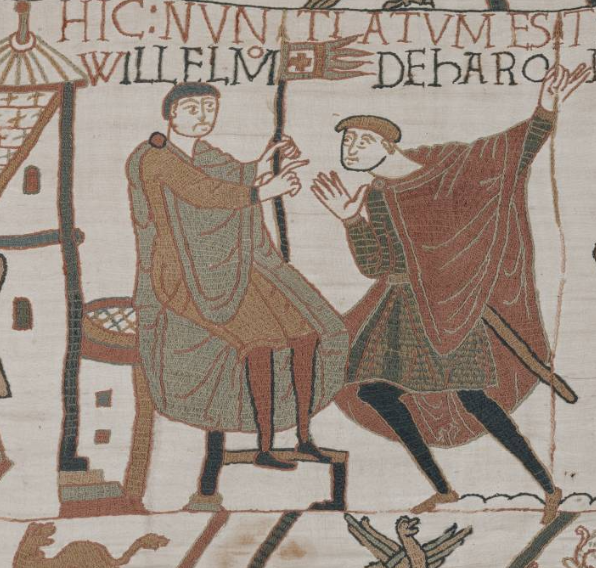
Szene 46 auf dem Teppich von Bayeux (um 1070) zeigt Wilhelm den Eroberer (Mitte) vermutlich mit dem von Papst Alexander II. übersandten Banner.

In Mailand aufgewachsen und seit frühester Jugend der bischöflichen Kurie zugehörig, wurde Anselmo da Baggio um 1055 zum Priester geweiht. Er gehörte der Reformpartei an, die ihn auch später stützte. Seit 1056 war er Bischof von Lucca. Gleichzeitig förderte er als päpstlicher Legat die militante Reformbewegung der Pataria. Zu diesem Zweck reiste er 1057 mit Hildebrand und 1060/1061 mit Petrus Damiani nach Mailand.

## Pontifikat
Am 30. September 1061 wurde Anselm zum Papst gewählt und tags darauf inthronisiert. Sein maßgeblicher Förderer war der Archidiakon Hildebrand, der spätere Papst Gregor VII. Die Wahl zum Papst fand möglicherweise im Lateran statt, während die Inthronisation Alexanders II. in der Nacht des gleichen Tages in der Kirche San Pietro in Vincoli am Fuße des Esquilin stattfinden sollte. Der Weg dorthin war allerdings von Gegnern versperrt, weshalb man sich mit Waffengewalt Zugang zu der Kirche schaffen musste. Dies wurde Alexander später zum Vorwurf gemacht: Wie ein Dieb in der Nacht, heißt es, habe er sich des Papstthrons bemächtigt.
Zunächst erhob das Reichsepiskopat den Bischof Cadalus von Parma zum Gegenpapst, der sich Honorius II. nannte. Auf der Synode von Mantua im Jahre 1064 wurde Alexander II. schließlich allgemein anerkannt, nachdem er mit Hilfe normannischer Verbündeter militärisch gegen Cadalus vorgegangen war.
Unter dem Pontifikat Alexanders gewann die römische Kirche auf europäischem Niveau an politischem Einfluss. So unterstützte Alexander II. durch Abgesandte die internationalen Belagerer der muslimischen Stadt Barbastro in Nordspanien. Carl Erdmann vermutete, er habe diesem Heer 1063 bereits eine ähnliche „Petersfahne“ übersandt, wie er sie wenige Jahre darauf an den Normannenherzog Wilhelm schickte, um dessen Ambitionen auf die englische Krone zu unterstützen. Wilhelm der Eroberer war ein Verwandter der mit dem Papsttum seit 1059 verbündeten süditalienischen Normannenherrscher Richard von Capua, Robert Guiskard und Roger von Sizilien. In politische Spannungen, die auch durch seine Bindung an die Normannen verursacht waren, geriet der Papst dagegen zur kaiserlichen Partei in Deutschland, besonders zu dem jungen König Heinrich IV., dessen Pläne, sich von seiner Ehefrau Bertha scheiden zu lassen, Alexander strikt missbilligte.